# ملچیور ندادایه

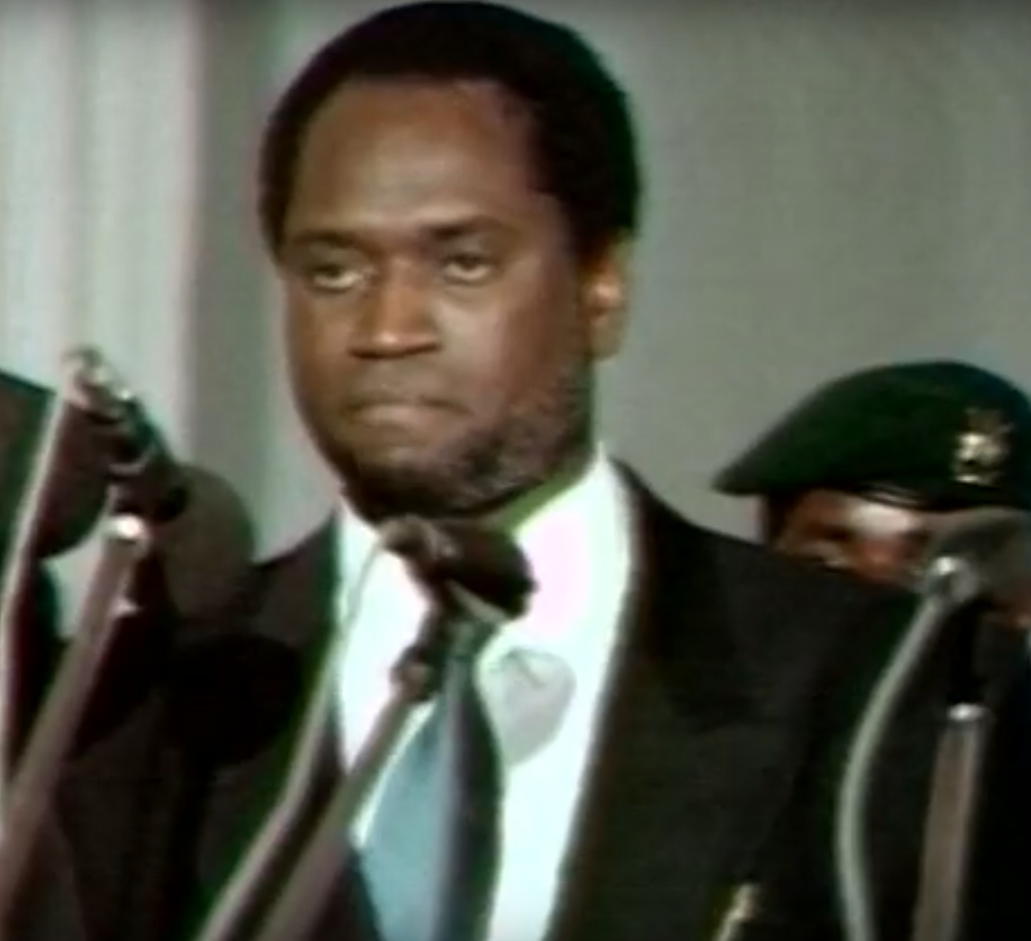
ملچیور ندادایه (1993)

ملچیور ندادایه (انگلیسی: Melchior Ndadaye؛ ۲۸ مارس ۱۹۵۳ – ۲۱ اکتبر ۱۹۹۳) یک سیاست‌مدار اهل بوروندی بود.
وی همچنین برنده جوایزی همچون جایزه بین‌المللی حقوق بشر القذافی شده است.